# Velkommen hjem (film)
|  | Denne artikel er oprettet af botten Steenthbot ud fra en ekstern database. Den kan derfor have sproglige fejl eller mangler. Denne skabelon kan fjernes efter kontrol af indholdet. |

Velkommen hjem er en dansk kortfilm fra 2017 instrueret af Laurits Munch-Petersen.

## Handling
En dreng tænder en lommelygte og lister ind i et mørkt børneværelse. Det er et pigeværelse, og drengen samler alle barbiedukkerne i rummet og tager en saks op ad lommen. Han begynder at skære håret af dukkerne.

## Medvirkende
- Annika, Mor
- Eline Hauge-Nielsen, Datter
- Ludvik Lewandowska, Søn